# Itinéraires. Littérature, Textes, Cultures
 (mars 2019).
Si vous disposez d'ouvrages ou d'articles de référence ou si vous connaissez des sites web de qualité traitant du thème abordé ici, merci de compléter l'article en donnant les références utiles à sa vérifiabilité et en les liant à la section « Notes et références ».
Itinéraires. Littérature, Textes, Cultures (abrégée en Itinéraires LTC ou ILTC) est une revue universitaire en études littéraires et culturelles publiée en ligne depuis 2014.

## Histoire
Itinéraires LTC a été pionnière dans les études littéraires de l'espace francophone, en particulier pour la littérature de l'Afrique francophone mais aussi des Caraïbes. Elle s'appelait alors Itinéraires et contacts des cultures (1982-2008) et faisait suite à la revue Itinéraires fondée en 1976 par le Centre d'études francophones de l'université Paris-XIII. En 2008, elle évolue pour mieux refléter les travaux du Centre d’études des nouveaux espaces littéraires dont elle dépend alors et devient Itinéraires. Littérature, Textes, Cultures. Elle est alors publiée par l'Harmattan jusqu'à son passage en ligne sur la plateforme OpenEdition Journals fin 2014.
Tous les volumes depuis 2008 sont en libre accès, avec notamment des articles de théorie littéraire par René Audet, Marie-Jo Bonnet, Vincent Ferré, Jane Gallop, Xavier Garnier, Alexandre Gefen, Jean Goldzink, Jean-Louis Jeannelle, Dalia Judovitz, Philippe Lejeune, Marc Lits, Marielle Macé, William Marx, Louise Merzeau ou encore Thomas Pavel.

## Ligne éditoriale
Itinéraires LTC maintient une ligne éditoriale en études littéraires françaises, comparatistes et francophones, tout en tenant compte des apports des études post-coloniales, de l'analyse des discours, des innovations théoriques et pluridisciplinaires. Elle accueille les études portant sur textes, cultures et théories à la marge ou émergentes, notamment sur le numérique (Textualités numériques et Ethos numériques).
La nouvelle série de la revue (2008-) a publié des volumes sur des sujets variés : Sade et les femmes, les blogs, l'avant-garde et le genre, les écrivains communistes ou l'écriture autobiographique et de l'intime. Cette dernière thématique a été historiquement portée par la présence à l'Université Paris 13 de Philippe Lejeune puis par Françoise Simonet-Tenant, qui a dirigé la revue à la suite de Pierre Zoberman.